# Enrique Deichler
Enrique Deichler Miranda (né en 1882 à San Pedro, mort le 12 avril 1964 à l'institut militaire de Hanovre)  est un cavalier chilien de saut d'obstacles.

## Carrière
Il participe aux Jeux olympiques de 1912 à Stockholm. Il prend la 16e place de l'épreuve individuelle ; il n'y a pas d'équipe du Chili, avec un autre cavalier chilien seulement.